# بیتس‌تاون (ایلینوی)
بیتس‌تاون (به انگلیسی: Batestown) یک منطقهٔ مسکونی در ایالات متحده آمریکا است که در ایلینوی واقع شده‌است. بیتس‌تاون ۱۹۸٫۱۲ متر بالاتر از سطح دریا واقع شده‌است.